# Гренобъл
Грено̀бъл (на френски: Grenoble; на окситански Grasanòbol, френското произношение е по-близко до Грьоно̀бъл) е град в Югоизточна Франция, регион Рона-Алпи.
Разположен е на река Изер в подножието на алпийските масиви Веркор, Шартрьоз и Белдон. През 1968 г. в града се провеждат Зимните олимпийски игри. Населението на града е около 157 хил. души (2007), а на градската агломерация – около 515 хил. души (1999).
Има жп възел и аерогара. Развити са машиностроителната, циментовата и електротехническата промишленост. Университетът му датира от 1339 г. Има обсерватория и архитектурни паметници от 11 – 13 век. Известен е от античността.

## Известни личности
Родени в Гренобъл
- Рене Арну (р. 1948) – автомобилен състезател
- Ерик Л'Ом (р. 1967) – писател и журналист
- Стендал (р. 1783) – писател

Починали в Гренобъл
- Константин Величков (1855 – 1907) – български писател и политик

Други
- Доминик Вияр (1745 – 1814) – ботаник, работи в града през 1778 – 1789